# Južni giziga jezik
Južni giziga jezik (gisiga, gisika, guiziga; ISO 639-3: giz), afrazijski jezik čadske skupine biu-mandara, kojim govori 60 000 ljudi (1991 UBS) u kamerunskoj provinciji Far North. Ima nekoliko dijalekata: muturami (muturwa, muturua, giziga de moutouroua, loulou), mi mijivin (giziga de midjivin) i rum.

## Vanjske poveznice
- Ethnologue (14th)
- Ethnologue (15th)